# Större vattensalamander

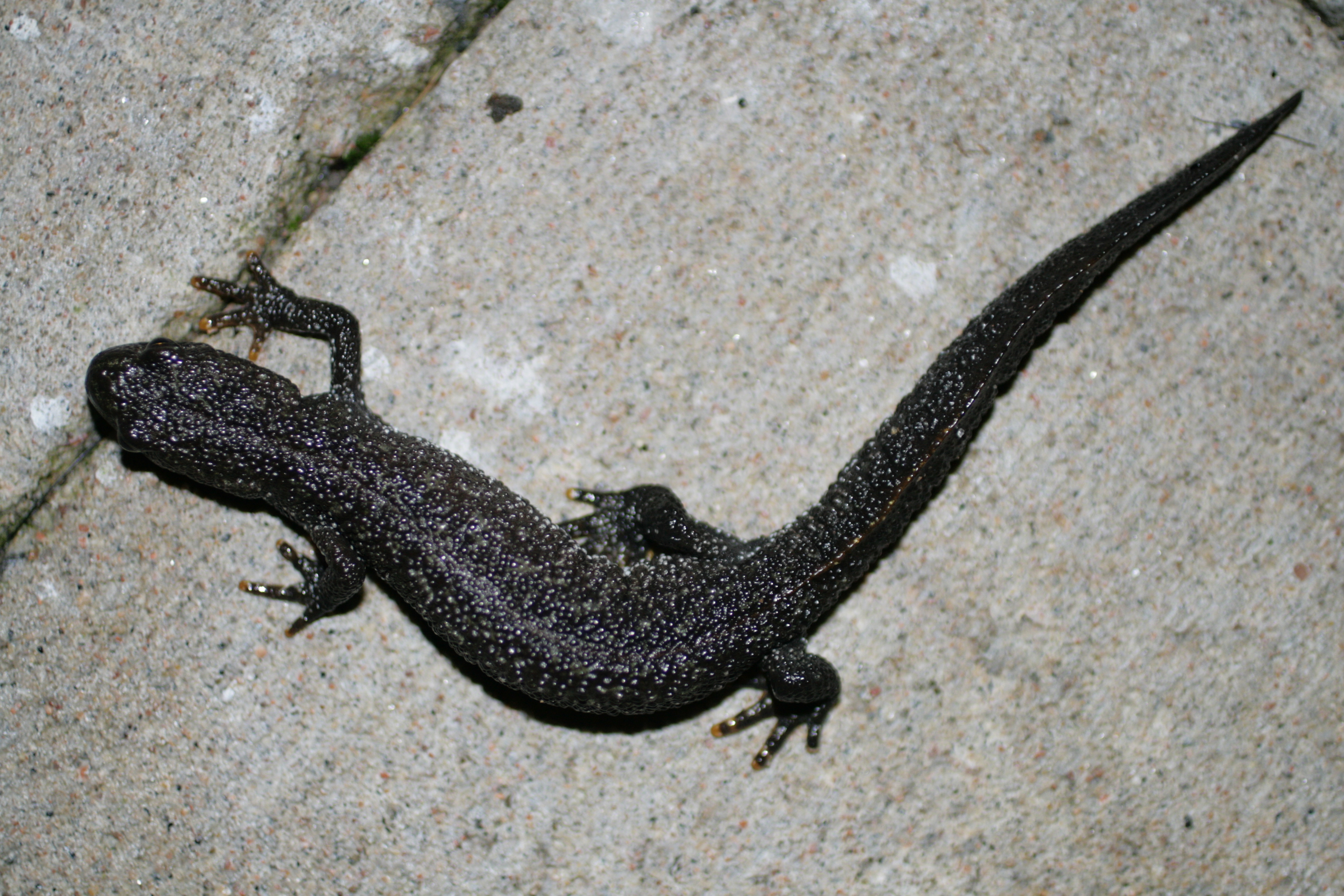
Större vattensalamander sedd i Skåne.

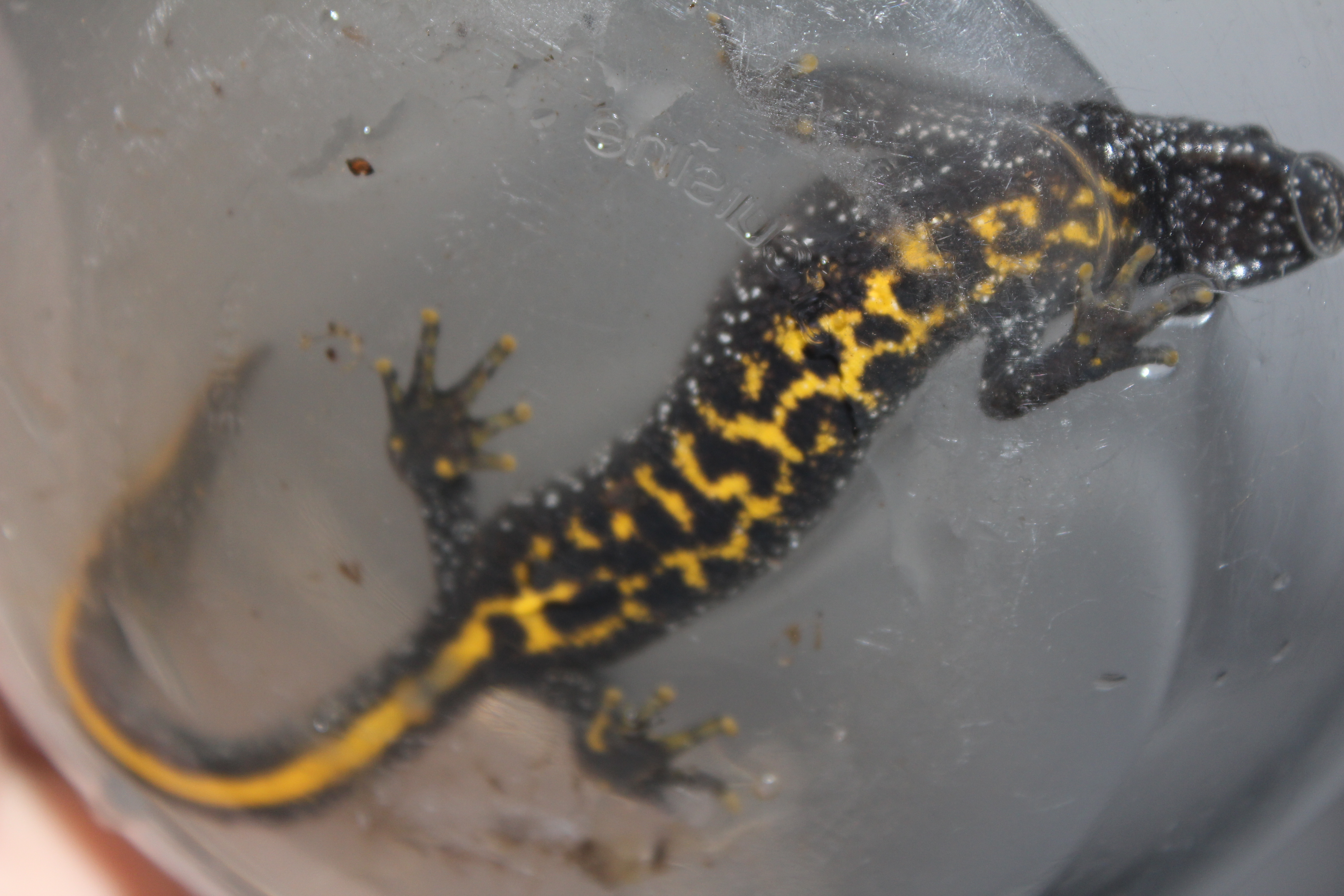
Honans mage på en vattensalamander.

Större vattensalamandern (Triturus cristatus), även kallad stor vattenödla, är en groddjursart inom släktet vattensalamandrar (Triturus). 

## Kännetecken
Den större vattensalamandern blir 10–16 cm lång. Den varierar i färg, men ovansidan är vanligen mörkare. Undersidan är orange-gul med svarta fläckar. Honorna har ett gult band längs svansens undersida. Huden är vårtig. Under lekperioden utvecklar hanarna en ryggkam och en bredare svans. Längs svansens båda sidor får de ett silverglänsande band.

## Utbredning
Större vattensalamander finns i större delen av Central- och Östeuropa, i Storbritannien och i delar av södra Skandinavien. Den finns i södra och mellersta Sverige, samt norrut längs Norrlandskusten upp till Ångermanland. Den förekommer också i Dalarna och Jämtland. I Norge finns den runt Oslofjorden, vissa områden i Vestlandet och i Trøndelag. I Finland finns den bara i de sydöstra delarna av landet samt på Åland.

## Levnadssätt
Den större vattensalamandern lever större delen av året på land, i skog och fuktig ängsmiljö. Den vill gärna ha gott om död ved och lövförna där den kan hitta mat och gömställen. Stenrösen, block och håligheter bidrar med bra övervintringsplatser. Äggen läggs under april och maj i mindre stillastående och vattensamlingar fria från fisk. Liksom hos de flesta andra groddjur lever sedan ynglen i vattnet, och andas med gälar. Efter tre till fyra månader utvecklar de ben och lungor, och vandrar upp på land. Det är viktigt att vattensamlingarna inte torkar ut innan ynglen blivit så stora att de kan lämna vattnet. 

## Status och hot
Större vattensalamander som art listas globalt av internationella naturvårdsunionen som livskraftig. Populationstrenden är dock minskande i delar av utbredningsområdet och på en del håll är arten sällsynt.

### Sverige
Den större vattensalamandern är, i likhet med alla ödlor, grodor och ormar i Sverige fridlyst, och varken ägg, yngel eller fullbildade djur får fångas, dödas, skadas eller flyttas.
Arten är mindre vanlig än den mindre vattensalamandern. Den hotas av igenväxning runt de naturliga vattensamlingarna, och utdikning och inplantering av fisk och kräftor. Den har försvunnit från många platser där den tidigare funnits i Sverige. Försök har gjorts med inplantering i dammar i nyanlagda golfbanor och liknande.
För att bevara större vattensalamander och hjälpa den att komma tillbaka har Naturvårdsverket och länsstyrelsen i Örebro län tagit fram ett åtgärdsprogram för arten. Man arbetar enligt programmet bland annat med att kartlägga och inventera, övervaka förändringar i populationen, och med praktiska åtgärder. Åtgärder som hjälper den större vattensalamandern är bland annat att anlägga nya dammar och småvatten, och att förbättra landmiljöer i närheten av dessa vatten.